# Хондрус
Хо́ндрус (лат. Chondrus) — род красных водорослей семейства Гигартиновые (Gigartinaceae), распространённых в северных морях. Около 15 видов, некоторые из них съедобны, а также используются в различных отраслях промышленности.

## Строение
Слоевище у представителей рода хрящеватое, разветвлённое, по своей структуре нитчатое. Максимальная длина слоевища, в зависимости от вида, составляет от 15 до 40 см.
Цикл развития хондруса включает чередование полового и бесполого размножения. Бесполое размножение осуществляется посредством спор — так называемых тетраспор, образующихся по четыре в особых клетках, тетраспорангиях, которые развиваются группами. Тетраспорангии расположены в центральной части слоевища и имеют вид коротких разветвлённых нитей.
При половом размножении, как и у других флоридеевых водорослей, зигота, образовавшаяся в результате оплодотворения яйцеклетки, начинает развиваться, образуя специальные нити (гонимобласты), в клетках которых образуются карпоспоры, из которых, в свою очередь, развиваются новые диплоидные организмы. В отличие от других родов семейства, у которых гонимобласты окружены специальной обёрткой, связывающей их с особой питательной тканью, у гонимобластов хондруса специальной оболочки нет.

## Виды

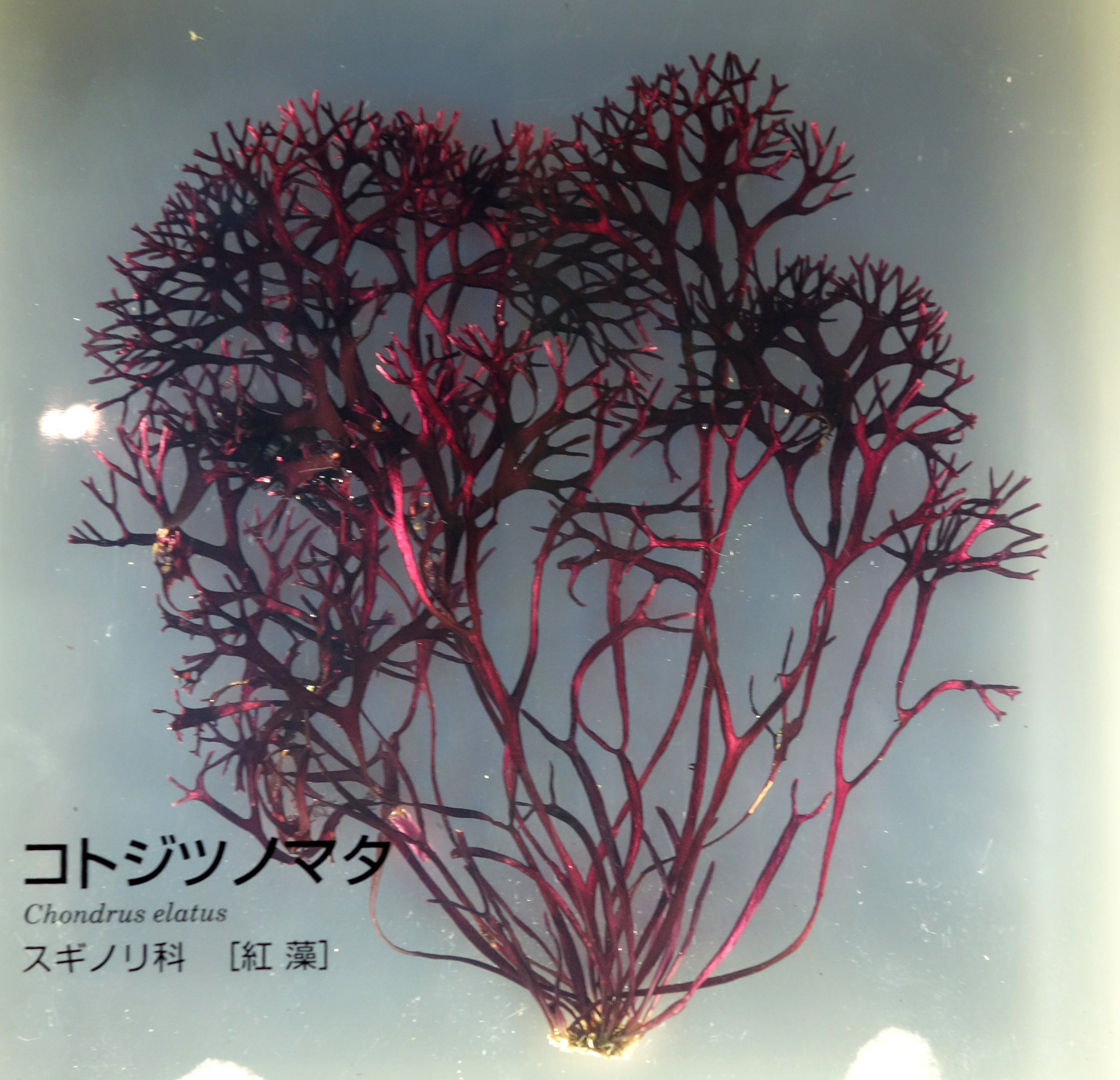
Chondrus elatus. Экспонат Национального музея природы и науки. Токио, Япония

По информации базы данных AlgaeBase, род включает 17 видов:
- Chondrus albemarlensis W.R.Taylor
- Chondrus armatus (Harvey) Okamura
- Chondrus canaliculatus (C.Agardh) Greville
- Chondrus crispus Stackhouse typus[1] — Хондрус курчавый, или Ирландский мох[2]
- Chondrus elatus Holmes
- Chondrus giganteus Yendo
- Chondrus hancockii W.R.Taylor
- Chondrus nipponicus Yendo
- Chondrus ocellatus Holmes
- Chondrus pinnulatus (Harvey) Okamura
- Chondrus platynus (C.Agardh) Ruprecht
- Chondrus pumilus Lamouroux
- Chondrus retortus K.Matsumoto & S.Shimada
- Chondrus uncialis Harvey & Bailey
- Chondrus uncinalis Bailey & Harvey
- Chondrus verrucosus Mikami
- Chondrus yendoi Yamada & Mikami

Наиболее известный вид рода — Chondrus crispus, обитающий в северной части Атлантического океана. Его слоевища активно используются в пищевой и текстильной промышленности в качестве источника каррагинана — природного гелеобразователя, известного как пищевая добавка Е-407.